# Juego de azar de Iowa
El Juego de azar de Iowa (IGT) es una tarea psicológica diseñada para simular la toma de decisiones en la vida real. Fue introducida por Antoine Bechara, Antonio Damasio, Hanna Damasio y Steven Anderson, en ese entonces investigadores en la universidad de Iowa. Ha sido puesta a la atención popular por Antonio Damasio, autor de la "Hipótesis de marcadores somáticos" en su best seller “El error de Descartes”. La tarea se conoce también como juego de azar de Bechara, y es ampliamente utilizada en la investigación de la cognición y de la emoción.

## Estructura del juego
Se le presenta al participante cuatro mazos de cartas externamente idénticos. En la versión original se utilizaban cartas reales, la que ha sido reemplazada por programa computacional con cartas virtuales. Se le indica al participante que cada vez que elige una carta ganará un poco de dinero del juego, pero que a veces elegir una carta implica una pérdida de dinero. La meta del juego es ganar tanto dinero como sea posible. Sin que este lo sepa previamente, cada carta le dará al participante una recompensa ($100 para los mazos A y B; $50 para los mazos C y D). De vez en cuando, una carta también tendrá un castigo (A y B tienen castigo total de $1250 por cada diez tarjetas; C y D tienen una castigo total de $250 por cada diez tarjetas). Así, A y B son “malos mazos”, y C y D son “buenos mazos”, porque las barajas A o B conducirán a pérdidas en el largo plazo, y los mazos C o D conducirá a ganancias. Adicionalmente, A y C tienen cinco tarjetas más pequeñas de pérdida por cada diez tarjetas; mientras que B y D tienen una tarjeta más grande de pérdida por cada diez tarjetas.

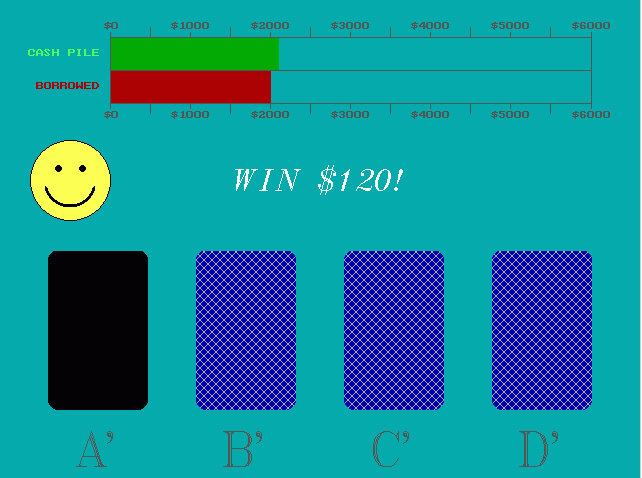
Pantalla del juego de azar de Iowa

### Hallazgos comunes
La mayoría de participantes sanos toman cartas de cada baraja, y después de cerca de 40 o 50 selecciones son bastante bueno en mantenerse en las buenas barajas. Los pacientes con disfunción de la corteza orbitofrontal (COF), sin embargo, continúan perseverando con las malas barajas, a veces aun cuando ellos saben que están perdiendo dinero. La medida concurrente de la respuesta de piel galvánica demuestra que los participantes sanos presentan una reacción de "estrés” al situarse sobre las malas barajas después de solamente 10 ensayos, mucho antes de que la sensación consciente que los mazos son malas. Por el contrario, los pacientes con la disfunción de la COF nunca desarrollan esta reacción fisiológica al castigo inminente. Bechara y sus colegas explican esto en términos de la hipótesis somática del marcador. El juego de azar de Iowa está siendo utilizado actualmente por un número de grupos de investigación que usan el fMRI para investigar que regiones del cerebro son activadas por la tarea en voluntarios sanos también como en grupos clínicos con condiciones tales como esquizofrenia y trastorno obsesivo-compulsivo.

## Críticas al juego de azar de Iowa
Aunque el juego de azar de Iowa ha alcanzado prominencia, no está libre de detractores. Críticas han sido generadas acerca de su diseño y su interpretación. Las críticas publicadas incluyen:
- Dunn, Dalgliesh y Lawrence han planteado que hay evidencia que podría indicar que los participantes son más conscientes del esquema de premios y recompensas que lo que había pensado originalmente[3]

- La investigación de Lin, Chiu, Lee y Hsieh,[4] que argumentan que un resultado común (el fenómeno del "paquete de prominentes B") argumenta en contra de algunas de las interpretaciones que el IGT ha afirmado apoyar.
- Las investigaciones realizadas por Chiu y Lin[5]   indentificaron el fenómeno de la "Baraja hundida C", el cual confirmó una grave confusión incrustada en el diseño original del juego de azar de Iowa, esta confusión hace que los estudios en serie del IGT malinterpreten el efecto de la frecuencia de ganancia-pérdida como resultado final para la hipótesis del marcador somático.
- Un grupo de investigación en Taiwán utiliza una versión modificada del IGT y azar relativamente simétrico para la frecuencia de ganancia-pérdida y los resultados a largo plazo, llamada el Soochow Gambling Task (EST) demostraron una conclusión inversa al IGT. Los responsables normales de la toma de decisiones en SGT estaban en su mayoría ocupados por la perspectiva inmediata de la ganancia-pérdida y la imposibilidad de usar una corazonada para el resultado a largo plazo en el procedimiento estándar de IGT (100 ensayos en condiciones de incertidumbre). Richard Peterson en su libro, Dentro del cerebro del inversor consideró los resultados en serie de la SGT pueden ser congruentes con la sugerencia de Nassim Taleb  acerca de algunas decisiones engañosas de inversión.[cita requerida]